# Capella del Castell de Sant Martí de Maldà
Capella del Castell de Sant Martí de Maldà és una església romànica de Sant Martí de Maldà, al municipi de Sant Martí de Riucorb (Urgell), inclosa a l'Inventari del Patrimoni Arquitectònic de Catalunya.

## Descripció
És una capella construïda amb carreus irregulars de pedra. A l'interior té cinc arcades d'arc de mig punt i la coberta és de volta de canó. La portalada és allindada del segle xvi. Aquesta capella està formada per diferents cossos constructius de cronologies diferents. Conserva un petit campanar d'espadanya. Al mur lateral esquerre hi ha quatre obertures en forma de finestres espitlleres.

## Història
Antiga capella propera al castell de Sant Martí de Maldà. Construïda en una cronologia medieval, es tracta de l'única església que es conserva de la primitiva vila closa de Sant Martí de Maldà. L'any 1605 va patir unes de les primeres reformes i és la data que trobem inscrita a la llinda de la porta d'accés.